# Llista de banderes municipals dels Països Baixos
Aquesta és una llista de banderes municipals dels Països Baixos. Les banderes estan agrupades per província.

## Brabant del Nord

Alphen-Chaam
Altena
Asten
Baarle-Nassau
Bergeijk
Bergen op Zoom
Bernheze
Best
Bladel
Boekel
Boxtel
Breda
Cranendonck
Deurne
Dongen
Drimmelen
Eersel
Eindhoven
Etten-Leur
Geertruidenberg
Geldrop-Mierlo
Gemert-Bakel
Gilze en Rijen
Goirle
Halderberge
Heeze-Leende
Helmond
's-Hertogenbosch
Heusden
Hilvarenbeek
Laarbeek
Land van Cuijk
Loon op Zand
Maashorst
Meierijstad
Moerdijk
Nuenen, Gerwen en Nederwetten
Oirschot
Oisterwijk
Oosterhout
Oss
Reusel-De Mierden
Roosendaal
Rucphen
Sint-Michielsgestel
Someren
Son en Breugel
Steenbergen
Tilburg
Valkenswaard
Veldhoven
Vught
Waalre
Waalwijk
Woensdrecht
Zundert

## Drenthe

Aa en Hunze
Assen
Borger-Odoorn
Coevorden
De Wolden
Emmen
Hoogeveen
Meppel
Midden-Drenthe
Noordenveld
Tynaarlo
Westerveld

## Flevoland

Almere
Dronten
Lelystad
Noordoostpolder
Urk
Zeewolde

## Frísia

Achtkarspelen
Ameland
Dantumadeel
De Friese Meren
Harlingen
Heerenveen
Leeuwarden
Noardeast-Fryslân
center|Ooststellingwerf
Opsterland
Schiermonnikoog
Smallingerland
Súdwest-Fryslân
Terschelling
Tietjerksteradeel
Vlieland
Waadhoeke
Weststellingwerf

## Gelderland

Aalten
Apeldoorn
Arnhem
Barneveld
Berg en Dal
Berkelland
Beuningen
Bronckhorst
Brummen
Buren
Culemborg
Doesburg}}
Doetinchem
Druten
Duiven
Ede
Elburg
Epe
Ermelo
Harderwijk
Hattem
Heerde
Heumen
Lingewaard
Lochem
Maasdriel
Montferland
Neder-Betuwe
Nijkerk
Nimega
Nunspeet
Oldebroek
Oost Gelre
Oude IJsselstreek
Overbetuwe
Putten
Renkum
Rheden
Rozendaal
Scherpenzeel
Tiel
Voorst
Wageningen
West Betuwe
West Maas en Waal
Westervoort
Wijchen
Winterswijk
Zaltbommel
Zevenaar
Zutphen

## Groningen

Eemsdelta
Groningen
Het Hogeland
Midden-Groningen
Oldambt
Pekela
Stadskanaal
Veendam
Westerkwartier
Westerwolde

## Holanda del Nord

Aalsmeer
Alkmaar
Amstelveen
Amsterdam
Bergen
Beverwijk
Blaricum
Bloemendaal
Castricum
Den Helder
Diemen
Dijk en Waard
Drechterland
Edam-Volendam
Enkhuizen
Gooise Meren
Haarlem
Haarlemmermeer
Heemskerk
Heemstede
Heiloo
Hilversum
Hollands Kroon
Hoorn
Huizen
Koggenland
Landsmeer
Laren
Medemblik
Oostzaan
Opmeer
Ouder-Amstel
Purmerend
Schagen
Stede Broec
Texel
Uitgeest
Uithoorn
Velsen
Waterland
Wijdemeren
Wormerland
Zaanstad
Zandvoort

## Holanda del Sud

Alblasserdam
Albrandswaard
Alphen aan den Rijn
Barendrecht
Bodegraven-Reeuwijk
Capelle aan den IJssel
Delft
La Haia
Dordrecht
Goeree-Overflakkee
Gorinchem
Gouda (no oficial)
Hardinxveld-Giessendam
Hendrik-Ido-Ambacht
Hillegom
Hoeksche Waard
Kaag en Braassem
Katwijk
Krimpen aan den IJssel
Krimpenerwaard
Lansingerland
Leiden
Leiderdorp
Leidschendam-Voorburg
Lisse
Maassluis
Midden-Delfland
Molenlanden
Nieuwkoop
Nissewaard
Noordwijk
Oegstgeest
Papendrecht
Pijnacker-Nootdorp
Ridderkerk
Rijswijk
Rotterdam
Schiedam
Sliedrecht
Teylingen
Vlaardingen
Voorne aan Zee
Voorschoten
Waddinxveen
Wassenaar
Westland
Zoetermeer
Zoeterwoude
Zuidplas
Zwijndrecht

## Limburg

Beek
Beekdaelen
Beesel
Bergen
Brunssum
Echt-Susteren
Eijsden-Margraten
Gennep
Gulpen-Wittem
Heerlen
Horst aan de Maas
Kerkrade
Landgraaf
Leudal
Maasgouw
Maastricht
Meerssen
Mook en Middelaar
Nederweert
Peel en Maas
Roerdalen
Roermond
Simpelveld
Sittard-Geleen
Stein
Vaals
Valkenburg aan de Geul
Venlo
Venray
Voerendaal
Weert

## Overijssel

Almelo
Borne
Dalfsen
Deventer
Dinkelland
Enschede
Haaksbergen
Hardenberg
Hellendoorn
Hengelo
Hof van Twente
Kampen
Losser
Oldenzaal
Olst-Wijhe
Ommen
Raalte
Rijssen-Holten
Staphorst
Steenwijkerland
Tubbergen
Twenterand
Wierden
Zwartewaterland
Zwolle

## Utrecht

Amersfoort
Baarn
Bunnik
Bunschoten
De Bilt
De Ronde Venen
Eemnes
Houten
IJsselstein
Leusden
Lopik
Montfoort
Nieuwegein
Oudewater
Renswoude
Rhenen
Soest
Stichtse Vecht
Utrecht
Utrechtse Heuvelrug
Veenendaal
Vijfheerenlanden
Wijk bij Duurstede
Woerden
Woudenberg
Zeist

## Zelanda

Borsele
Goes
Hulst
Kapelle
Middelburg
Noord-Beveland
Reimerswaal
Schouwen-Duiveland
Sluis
Terneuzen
Tholen
Veere
Vlissingen

## Municipalitats especials
També anomenats Illes BES

Bonaire
Saba
Sint Eustatius